# Cristina Buenafuentes de la Mata
Cristina Buenafuentes de la Mata (Santa Coloma de Gramanet, 12 de septiembre de 1977) es doctora en filología hispánica y profesora de la Universidad Autónoma de Barcelona y de la Universidad Abad Oliva CEU.

## Biografía
Cristina Buenafuentes, nacida en Santa Coloma de Gramanet pero residente en Castellar del Vallés, es licenciada y doctora por la UAB, así como especialista en la formación de compuestos del español. Su tesis doctoral Procesos de gramaticalización y lexicalización en la formación de compuestos en español es un referente filológico internacional sobre la creación de estas estructuras lingüísticas.
Buenafuentes ha publicado diferentes artículos en revistas especializadas en la materia. Sus líneas de investigación se centran en el estudio de la gramática histórica en general (gramaticalización, lexicalización y periodización) y de la morfología histórica en particular, así como de aspectos relacionados con la evolución del léxico. De la misma manera, sus intereses se enmarcan dentro de la sincronía con especial atención a las questiones de gramática normativa y la adaptación de neologismos.